# Ammothea allopodes
Ammothea allopodes là một loài nhện biển trong họ Ammotheidae. Loài này thuộc chi Ammothea. Ammothea allopodes được miêu tả khoa học năm 1969 bởi Fry & Hedgpeth.